# Lappida lappidaoides
Lappida lappidaoides är en insektsart som beskrevs av Melichar 1912. Lappida lappidaoides ingår i släktet Lappida och familjen Dictyopharidae. Inga underarter finns listade i Catalogue of Life.